# Bijelske Kruševice
Bijelske Kruševice este un sat din comuna Herceg Novi, Muntenegru. Conform datelor de la recensământul din 2003, localitatea are 25 de locuitori (la recensământul din 1991 erau 33 de locuitori).

## Demografie
În satul Bijelske Kruševice locuiesc 18 persoane adulte, iar vârsta medie a populației este de 35,1 de ani (37,3 la bărbați și 33,3 la femei). În localitate sunt 8 gospodării, iar numărul mediu de membri în gospodărie este de 3,13.
Această localitate este populată majoritar de sârbi (conform recensământului din 2003).
|  |

| Demografie | Demografie | Demografie |
| An         | Locuitori  | Locuitori  |
| ---------- | ---------- | ---------- |
|            |            |            |
|            |            |            |
|            |            |            |
|            |            |            |
| 1948       | 191        |            |
| 1953       | 195        |            |
| 1961       | 182        |            |
| 1971       | 153        |            |
| 1981       | 75         |            |
| 1991       | 33         | 33         |
| 2003       | 25         | 25         |

| \| Componența etnică conform recensământului din 2003[2] \| Componența etnică conform recensământului din 2003[2] \| Componența etnică conform recensământului din 2003[2] \| Componența etnică conform recensământului din 2003[2] \| Componența etnică conform recensământului din 2003[2] \| \| ----------------------------------------------------- \| ----------------------------------------------------- \| ----------------------------------------------------- \| ----------------------------------------------------- \| ----------------------------------------------------- \| \| \| \| \| \| \| \| Sârbi \| Sârbi \| \| 18 \| 72% \| \| Muntenegreni \| Muntenegreni \| \| 7 \| 28% \| \| necunoscută \| necunoscută \| \| 0 \| 0% \| |              |  |    |     |
| Componența etnică conform recensământului din 2003 |              |  |    |     |
| |              |  |    |     |
| Sârbi | Sârbi        |  | 18 | 72% |
| Muntenegreni | Muntenegreni |  | 7  | 28% |
| necunoscută | necunoscută  |  | 0  | 0%  |